# ダメージ・コントロール (マーベル・コミック)
ダメージ・コントロール（Damage Control）は、マーベル・コミックによって出版されたアメリカン・コミックスに登場する架空の建設会社。同社は、スーパーヒーローとスーパーヴィランの紛争によって引き起こされた物的損害の修復を専門としている。『ダメージ・コントロール』限定シリーズは3作品が出版された。

## 発行履歴
ドウェイン・マクダフィーとアーニー・コロンの共同制作により、マーベル・ユニバース内のシットコムとして『ダメージ・コントロール』の最初のストーリーが書かれた。
ダメージ・コントロールの従業員は、1988年の『Marvel Age Annual』の5ページの物語『The Sales Pitch』で初登場し、1989年には『マーベル・コミックス・プレゼンツ』第19号に掲載された7ページの物語に再登場した。その後、ダメージコントロールの従業員は、1989年5月〜8月の『ダメージ・コントロール』と、1989年12月〜1990年2月、12月に『ダメージ・コントロール vol.2』、1991年6月〜9月の『ダメージ・コントロール vol.3』にも登場した。
その後の登場作品には、2006年の『シビル・ウォー』シリーズや、『Irredeemable Ant-Man』、そして2008年の『World War Hulk Aftersmash: Damage Control』の最初の号が存在する。

## 経歴
ダメージ・コントロールはアン・マリー・ホーグによって設立され、ニューヨークのフラットアイアンビルに本社を置いていた。もともとトニー・スタークとウィルソン・フィスク/キングピンが会社の株式の半分を所有していたが、スタークは悪名高い犯罪者であるフィスクと協力することに不安を感じていた。
ホーグが政府で仕事をオファーされたとき、彼女はロビン・シャペルを後任に指名した。スタークとフィスクはダメージ・コントロールの株式を売却した。別の会社、“カールトン社”は、ダメージ・コントロールをコントロールし、同社をより収益性の高いものにしようとしたが、その過程で多くの従業員を怒らせ、ダメージ・コントロールを経営不振に陥れた。ホーグからの説得により“S.H.I.E.L.D.”からの投資を受けるようになったが、その過程でダメージ・コントロールの売却がフィスクによる会社を安く買い戻すための陰謀であったことが発覚。そのため『Acts of Vengeance』において都市が大規模な損害を被り、ダメージ・コントロールが損害を修復するために雇われると、フィスクは大きな利益を上げた。
やがてキングピンを題材にした映画が公開されたことを知ったダメージ・コントロールのスタッフは、プレミアのラップパーティーで自社の元従業員であるエディフィス・レックスに対処するためにノリン・ラッド/シルバーサーファー、ギャラクタス、ロードカオスなどと協力し、最終的にシャペルがレックスを解雇することでこの問題を解決した。
ワシントン記念塔の破壊後、ダメージ・コントロールは規模の縮小を余儀無くされ、後に泥酔して起こした暴動に対する罰として課せられた刑に服するヘラクレスを従業員に加えた。
『シビル・ウォー』にも登場したダメージ・コントロールは、スタンフォードを爆破して数百人を殺し、シビル・ウォーを開始したスーパーヴィランロバート・ハンター/ニトロから「ウォルター・デクランからミュータント成長ホルモンを提供された」と明らかにされ、ウルヴァリンもネイモアからウォルターがダメージ・コントロールのCEOであることを知らされた。また、とある短いシーンでは、ウォルターと自社の従業員の1人が会社の利益を高めるためにニトロを利用しようとしていることが示された。
このことは、ウルヴァリンとホーグの短い対立につながることになった。ホーグは、会社がより多くの資金を得るために上場した後、デクランと彼の投資家が株式の支配的なシェアを取ったことを明らかにした。そしてワシントンD.C.は、スタンフォード再建契約と、登録された超人を訓練し、評価する契約を取得した。ホーグはデクランの違法行為を疑っているが、ワシントンD.C.と大統領との関係に対抗するのに十分な強力な証拠を持っていなかった。
ワシントンD.C.で海外の銀行を奪うために多くの資産を破壊を企むデクランとの戦いに突入したダメージ・コントロールは、ウルヴァリンの活躍によって、ミュータント成長ホルモンを服用したをデクランの打倒に成功した。だがデクランは生き延びた。
シビル・ウォーに巻き込まれたジョン・ポーターは、“ファンタスティック・フォー”のスーザンとリードが倫理的な違いをめぐって一時的に別れた際に、スーザンが感情的にフォースフィールドで建物のすべての階に3フィートの円形の穴を開けると、修理に789,000ドルが必要であると推定した。
ダメージ・コントロールは、被災地から生存者を発見することに焦点を当てた新部署“Search and Rescue”を結成したが、ヒーローであると思いこんでそうではなかったエリック・オグレディを雇う失態を犯した。
ダメージ・コントロールは『ワールド・ウォー・ハルク』の出来事の後、ニューヨークの復興を手伝い、ビル・フォスター、トム・フォスター、フランク・ジョンソン、アビゲイル・ダントンを自社に加入させ、取り残された多くの人々への支援と物資の回収のために一時的にスーパーヒーローによる救助部隊を結成した。その活動により、“アダマンチウム”の弾丸、エイリアンのAIや金属など、さまざまな超常的な物資を複数回収した。
ダメージ・コントロールは“アベンジャーズ・マンション”に入札し、本施設の再建を目指す中、ホーグはアベンジャーズの一員のカール・ルーカス/ルーク・ケイジに、彼の秘密の過去をほのめかした。
『スパイダーアイランド』においてダメージ・コントロールは、スーパーヒーローと協力して、マンハッタンの真ん中にある巨大なクモモンスターの暴動によって引き起こされた破壊と混乱を一掃したが、ヒーローによるチームの1組はクモモンスターのDNAの入手を企むマッドサイエンティストのジャッカルに率いられていた。
『シビル・ウォーII』においては、ジョンソン/モンストロが自社の機器を破壊したトゥルー・ザ・アンヒューマンを捕縛し、説得。これを受けたトゥルー・ザ・アンヒューマンはダメージ・コントロールに加わり、彼らのスポークスマンになった。

## 従業員

### メインキャラクター
- アン・マリー・ホーグ：ダメージ・コントロールの創設者兼CEOである壮年女性。S.H.I.E.L.D.長官のニック・フューリーとは良き友人同士であり、S.H.I.E.L.D.がダメージ・コントロールの株式を購入するために自身に資金提供をすべきだとフューリーを説得した。
- ヘラクレス：社会貢献活動を経て建設、解体を担当する正社員となる[17][18]。過度の強制訴訟でコンストリクターに敗訴して自らの富の多くを失い、多額の賠償金を支払わなければならなくなった。
- ロビン・シャペル：ホーグから最も信頼されるトラフィックマネージャー。非常に有能で野心的だが、同僚たちに対してはとてもフレンドリーで、そのため当初はライバル関係だったジョン・ポーターとも時間が経つにつれて良い友達になり、やがてロマンチックな関係となった。また、ウォルター・デクランによって一時的に会社を追い出されたが、彼女は最近、ダメージ・コントロールのCEOとして再雇用された。
- アルバート・クリアリー：金融の天才である会計監査官で、スーツに決して皺を寄せない不思議な能力を持っている。ヴィランに請求書を提示する時ですら、常に冷静さを保つ胆力をも有することから、ドクター・ドゥームから一度仕事を提供され、丁寧にその申し出を断り、その決定を尊重されて、生命を奪われずに済んだ。
- ジョン・ポーター：アカウントマネージャー。“スーパーヒーロー保険”で働いていたところ、ホーグから仕事をオファーされた[19]。最も複雑な問題に対する平和的で実用的な解決策を見つける能力を持っており、悪名高いヴィランのエリオット・フランクリン/サンダーボールとも奇妙な関係を築いている。また、最初はチャペルとライバル関係にあったが、良い友達になり、そしてロマンチックな関係となった。
- バート・ロザム：チャペルのパーソナルアシスタント。受付係のアンに夢中。ロビー・ボールドウィン/スピードボール/ペナンスとは親友で、彼との友情により、彼は“ワールド・ウォー・ハルク”の後にニューヨークの再建業務で超人の参入を交渉することができた。
- ユージン・"ジーン"・シュトラッサー：技術者。ダメージ・コントロールの新しい取締役会が彼を解雇した際には、一時的に自ら作り上げたアーマーを纏ったスーパーヴィランになってジェニファー・ウォルターズ/シー・ハルクを攻撃してしまったが、ホーグが復権すると、再雇用された。彼は、「元上司」であるフューリーによって“ワールド・ウォー・ハルク”の被害を支援する法的義務から刑務所に収監されたが、その後釈放された。
- トゥルー・ザ・アンヒューマン：スポークスマンであるエイリアン。

#### Search and Rescue division
- レニー・バリンガー：ダメージ・コントロールのSearch and Rescue divisionのリーダーである中年男性。時折俳優リー・マーヴィンと間違われるが、自身はポール・ニューマンに似ていると感じており、そんな性格から、部下たちから非常に慕われた。多額の資金を提供されたことから、“カールトン社”に対するストライキでは、彼らの味方となった。
- トム・フォスター / ゴライアス：ビル・フォスターの甥。ワールド・ウォー・ハルクの後にダメージ・コントロールに参加した。
- フランク・ジョンソン / モンストロ：元消防士。チームに加わる前には遊牧民の生活を送っていた経歴を持つ。
- アビゲイル・ダントン / ヴィジョニア：低レベルの超能力者。その力を用いて瓦礫に閉じ込められた民間人の捜索を支援する。エリック・オグレディとは、短い期間だけロマンチックな関係となった。
- エリック・オグレディ / スレイイング・マンティス：“スレイイング・マンティス”を自称するメンバー。

### その他の従業員
- アン：魅力的な黒髪が特徴の受付係。バートの愛情の対象。当初は気ままに友人と話す時間を過ごした女性だったが、有能な皮肉屋となった。
- ヘンリー・アッカードソン：マーケティングの責任者。『Marvel Age Annual』第4号で初登場し、すべての従業員がスーパーヒーローの衣装を着るべきだという考えを持つためにあまり人気がないが、最終的にはチームの一員として受け入れられた。
- ロビー・ボールドウィン / スピードボール：インターン。入社後、スピードボールとしてヒーロー活動することから度々不在となったため、解雇された。
- ウォルター・デクラン：企業乗っ取り屋。ダメージ・コントロールの株式を買収して会社を支配し、ダメージ・コントロールの作業負荷と利益を増やすためにスーパーヴィランを利用しようとした。だか最終的に株式を買収されると共に、スタークの手を借りたホーグに解雇され、ウルヴァリンの爪で頭を突き刺された。『アメイジング・スパイダーマン アニュアル』第1号では、生き延びたことが明らかになり、限定シリーズ『Doomwar』においてドクター・ドゥームの世話役として再登場した。
- カーク・エデン：ジム・パルメットのパートナー。ジョニー・ブレイズ/ゴーストライダーによって引き起こされた損害を報告するためにブロンクス区に割り当てられた。
- グロリア・クラーク：ケイ・カワデ/キッド・カイジュウへの個人的な連絡役。
- ジェイ：セキュリティの責任者
- マリー・リーヒ：東京のアカウントエグゼクティブ[20]。
- レイ・リッペルト：カールトン社の元代表。カールトンが会社を売却した後、ダメージ・コントロールに残った。
- キャスリーン・オメーラ：副社長。ベン・グリム/シングとは一時期恋愛関係にあった。
- ジム・パルメット：カーク・エデンのパートナー。ブレイズ/ゴーストライダーによって引き起こされた損害について報告するために、ブロンクス区へ割り当てられた。
- ヴィンセント・"ヴィニー"・パティリオ / リープ・フロッグ：元スーパーヴィラン。一時的にダメージコントロールに雇われ、ユージン・ストラウサーにリープフロッグ・スーツをいくつか改善をされた。
- レックス・ランドルフ / エディフィス・レックス：元従業員。自ら発見したアーティファクトによる宇宙の力を得たエディフィス・レックスとして、宇宙を創造しないことで改善しようとしたが、ロビン・チャペルに止められ、解雇された。
- ガス：インターン。新しく雇われたものの、自ら引き起こしたトラブルのために解雇され、ホーグに彼がギャラクタスの息子であることを明らかにされた。

## その他のバージョン

### アルティメット・マーベル
『アルティメット・マーベル』においてのダメージ・コントロールは、建設及び解体を専門とする会社として登場。“レッキング・クルー”が『アルティメット・スパイダーマン』第86号でダメージ・コントロールの従業員として初登場し、その後彼らは退職してヴィランになった。

## MCU版

### 概要
“スターク・インダストリーズ”とアメリカ政府が共同で設立した行政機関で、略称は“DODC”（“D”epartment “o”f “D”amage “C”ontrol）。超人たちによる被災地の後始末や整備、残されたヴィランの武装やビークルといったテクノロジーの回収・管理を主な業務とする。“ザ・ブリップ”後は、警察と同等の捜査権限を持つ特別捜査官や、軍隊並みに武装した特殊部隊の配属も確認され、アメリカ国内で発生した超人に関する事件への対処にも出動し、ヴィランの身柄の確保・収監まで行っている。
しかし、任務遂行の際には捜査対象者を否応無しに連行・尋問することに加え、危険な存在とそれに繋がる人物と見做した相手を未成年であっても容赦無く実力行使で危害を加えるほど強引で横暴な手段に出ることが目立ち、ピーター・パーカー/スパイダーマン本人や、カマラ・カーン/ミズ・マーベルとその友人たちにすら火の粉を振りかけている。一方で、エイドリアン・トゥームスが営む廃品処理会社から仕事を奪い、彼らが武器密造・密売へ転業する遠因を生んだほか、身柄を確保・連行して間もない“クランデスティン”一同の脱走を許すなど、ヴィランへの措置については結果的に失態続きで、これらのことから現在のところ、行政機関としての在り方と実績が伴っていない組織である。

### 関連施設
厳重保管施設
ワシントンD.C.に存在する、ダメージ・コントロール局の施設。回収・搬入された荷物をトラックコンテナごと保管する倉庫は、ピーターの怪力でも開けられず、夜中は開かないゲートを出入り口とし、外部への通信を防ぐために電波が遮断されているなど、非常に厳重な設備となっている。
トゥームスとの戦闘でコンテナに閉じ込められたピーターはここに辿り着き、コンテナの中で“ウルトロン・プライム”の頭部などを見つけ、“カレン”と話したり、“ウェブ・シューター”のトレーニングを行ったりしていたが、このままでは学力コンテストに出席出来ないと気づいたためにゲートのロックの暗証番号入力を一晩中試し、247回めの入力でゲートを開けて脱出することに成功する。

### メンバー
アン・マリー・ホーグ（Anne Marie Hoag）
演 - タイン・デイリー
日本語吹替 - 西宏子
登場作品 - 『スパイダーマン:ホームカミング』
ダメージ・コントロール局の長官。“ニューヨーク決戦”後にヒーローとヴィランの戦いで壊滅したグランド・セントラル駅に自ら赴き、残骸回収業務にあたっていたトゥームスらに、この業務はダメージ・コントロール局が引き継ぐと表明したことで、彼らから強引に仕事を取り上げてしまい、結果的に彼らを犯罪に走らせる原因を作ることになる。
フォスター（Foster）
演 - ゲイリー・ウィークス
日本語吹替 - 川原元幸
ダメージ・コントロール局のエージェント。傲慢な姿勢が目立つ壮年男性である。
描写
『スパイダーマン ホームカミング』
本作で初登場。ホーグに同伴するダメージ・コントロール局の一員として登場し、自分らに残骸回収業務の契約を持たせるようにホーグへ懇願するトゥームスに「身の程知らず」と罵ったことで鉄拳を見舞われてしまい、すかさず周りの職員らと共に銃を取り出して構え、ホーグに制止される。
『スパイダーマン ノー・ウェイ・ホーム』
本作では、物語の前半に登場。クエンティン・ベック/ミステリオ殺害容疑がかかったピーターを逮捕すべくP.クリアリーらと共にパーカー家に押しかけ、連行したピーターを尋問する。
P.クリアリー（P.Cleary）
演 - アリアン・モーイエド
日本語吹替 - 尾上松也、河本邦弘
ダメージ・コントロール局のエージェント。捜査・尋問対象を犯罪者と決めつけて見下す卑しい男であり、取調べにおいて愛想良く接しながら寄り添うように見せかけつつ、相手に自供させる誘導尋問を得意とする。
描写
『スパイダーマン ノー・ウェイ・ホーム』
本作でMCU初登場。物語の前半でミステリオ殺害容疑がかかったピーターを逮捕すべく、自ら中心となってフォスターらと共にパーカー家に押しかけ、応対したメイ・パーカーに「ピーター・パーカーに逮捕状が出た」と突きつけ、「修正第4条は知ってる？」と彼女に問われても有無を言わせず、ピーターやメイだけでなく、ミシェル・ジョーンズ（MJ）とネッド・リーズまで連行し、ピーターにミステリオ殺害を、メイたちにはピーター/スパイダーマンが働く悪事への加担を白状させようと、陰険な態度で尋問する。
『ミズ・マーベル』
サディ・ディーヴァー（Sadie Deever）
演 - アリシア・ライナー
日本語吹替 - 山像かおり
登場作品 - 『ミズ・マーベル』
ダメージ・コントロール局のエージェント。

### 武器・テクノロジー・ビークル
ソニック・ガン（Sonic Guns）
後述の超音波砲の携帯銃バージョン。SF映画に登場する架空のライフルのような形状で、主に特殊部隊によって運用される。
超音波砲
スターク社製の音響兵器。
コンバット・ドローン
スターク社のテクノロジーで開発された武装ドローン。ピーターにミステリオ殺害容疑がかかったことで捜査のメスをスターク社本社屋に入れた際に押収して以降に運用される。

#### その他の銃火器
- ハンドガン
  - SIG SAUER P229
  - グロック17
- サブマシンガン
  - H&K MP5A2
- ライフル・アサルトライフル
  - M4A1
  - コルト M4 コマンドー
  - M16A4
- 車輌
  - シボレー・タホ
  - MTV - 物資運搬用トラック。2016年には、“6A9"のコードネームの車輌をはじめとする3台が回収した物品を厳重保管施設へ運搬する。
  - Lenco BearCat

### 描写
『アイアンマン』において直接は未登場であるが、本編ラストシーンの時点で、スターク社社長室のテレビモニター画面下のテロップに組織名とマークが表示されており、この当時から創設に向けての構想が存在したことが示唆されている。
『スパイダーマン:ホームカミング』
本作から正式に初登場。前述のとおり2012年に、ホーグらが壊滅したグランド・セントラル駅でトゥームスらから強引に仕事を取り上げ、チタウリ関連の残骸や危険物の回収を行い、ニューヨーク州を含む3州に残った1500トン以上の残骸を処理した。
物語本編中盤では、前述の3台のMTVがメリーランド州の車道を走行中にトゥームス/バルチャーが物資を窃盗しようと密かに侵入。しかし、トゥームスを妨害して撤退させたピーターを気絶した状態で乗せたまま、厳重保管施設にコンテナを搬入してしまう。
『スパイダーマン:ノー・ウェイ・ホーム』
本作以降から、ヒーローに対して直接危害を加える場面が立て続けに描写されるようになり、ピーター/スパイダーマンに対しても心体共に追い詰める片棒を担ぐ役割で登場する。
物語冒頭でミステリオのフェイク動画を鵜吞みにした“デイリー・ビューグル”の報道を真に受け、ミステリオ殺害容疑がかかったピーター/スパイダーマンや彼の周囲の人々を犯罪者として連行・尋問し、ピーターの“E.D.I.T.H.”や、スターク社のコンバット・ドローンも押収した。物語中盤においては、J・ジョナ・ジェイムソンの通報を受け、特殊部隊がピーターとヴィラン一同が滞在するコンドミニアムに出動し、ヴィラン一同が逃亡した現地に到着すると、その場に割って入ったハッピー・ホーガンを取り抑え、ノーマン・オズボーン/グリーン・ゴブリンにメイの生命を奪われて涙ぐむピーターに対して、現状を調べようとすることなく銃撃した挙句に彼の身柄を確保しようとするが、逃げられる。
『ミズ・マーベル』

『シー・ハルク:ザ・アトーニー』

## その他のメディア

### テレビアニメ
- 『スーパー・ヒーロー・ギャング』のシーズン1第3話『Hulk Talk Smack!』に登場。
- 『アルティメット・スパイダーマン』シーズン1第18話『レッキング・クルーとの戦い（原題：Damage）』に、被災してしまった物語世界の市街地をS.H.I.E.L.D.公認で清掃・復旧させ、「10年間の業務でクレームはゼロ」を豪語する企業として登場。マック・ポーターがCEOを務めるほか、ミッドタウン高校の職員のスタン・リーも働いており、本エピソードの冒頭の戦闘で街に被害を与えてしまったスパイダーマンたちヒーローチームがニック・フューリーの指示で研修を受けるために入社して清掃業務にあたるほか、敵対するヴィランの“レッキング・クルー”の4名も悪事を的確に進める一環として従業員になりすましていた。
- 2015年10月、 ABCは、マーベル・テレビジョンにコメディーシリーズの『Marvel's Damage Control』のパイロット版の制作を依頼し[24]、ベン・カーリンによって執筆・制作された[25]。このシリーズは以前、当時のABCエンターテインメント社長ポール・リーによって、早ければ2016〜17年にテレビ放送を開始することが示唆されていたが、それ以降に正式な発表は無かった。

### ビデオゲーム
- 『LEGO マーベル スーパー・ヒーローズ ザ・ゲーム』：ダメージ・コントロールの従業員が登場。
- 『LEGO マーベル アベンジャーズ』：ダメージ・コントロールの従業員が登場し、そのうちの1人はノーラン・ノースが声をあてるプレイヤーキャラクターでもある[26]。
- 『Marvel's Spider-Man』：ダメージ・コントロールの建造物が登場。
- 『アベンジャーズ/ダメージ・コントロール』：バーチャル・リアリティゲームとして、アメリカの一部の都市や、カナダとマレーシアでサービスが提供された[27]。